# 多孔頜吻鰻
多孔頜吻鰻（學名：Gnathophis habenatus），是輻鰭魚綱鰻形目康吉鳗科頜吻鰻屬的其中一種，發現於印度西太平洋南非、澳洲及紐西蘭大陸棚海域，深度可達130公尺，本魚體延長，接近尾部逐漸側扁，背部橄欖色, 頭部銀色, 腹部白色，魚鰭邊緣暗色，體長可達43公分，為底棲性魚類，生活習性不明。